# Centro de educación ambiental Hayedo de Montejo
El Centro de Educación Ambiental Hayedo de Montejo es un centro de Naturaleza de 250 hectáreas de extensión que se encuentra en el municipio de Montejo de la Sierra dentro de la comunidad autónoma de Madrid, España. 
Es uno de los doce centros con los que cuenta la Red de Centros de educación ambiental de la Comunidad de Madrid distribuidos por toda la Comunidad de Madrid. 

## Localización
Se encuentra en el término municipal de Montejo de la Sierra, en la zona norte de la Comunidad de Madrid, en la Sierra de Ayllón, en la linde con la provincia de Guadalajara.
Ubicado en el término municipal de Montejo de la Sierra, se accede por la carretera M-139 de Montejo de la Sierra a El Cardoso de la Sierra (Guadalajara), km 6.
Centro de la Mancomunidad Sierra del Rincón C/ Real, 64 28190 Montejo de la Sierra - Madrid
Planos y vistas satelitales.41°6′0″N 3°30′0″O / 41.10000, -3.50000
Horarios: Abierto todos los días del año de lunes a Domingos de 9.30 a 15 h. Excepto los días 1 y 6 de enero y 25 de diciembre.

## Historia

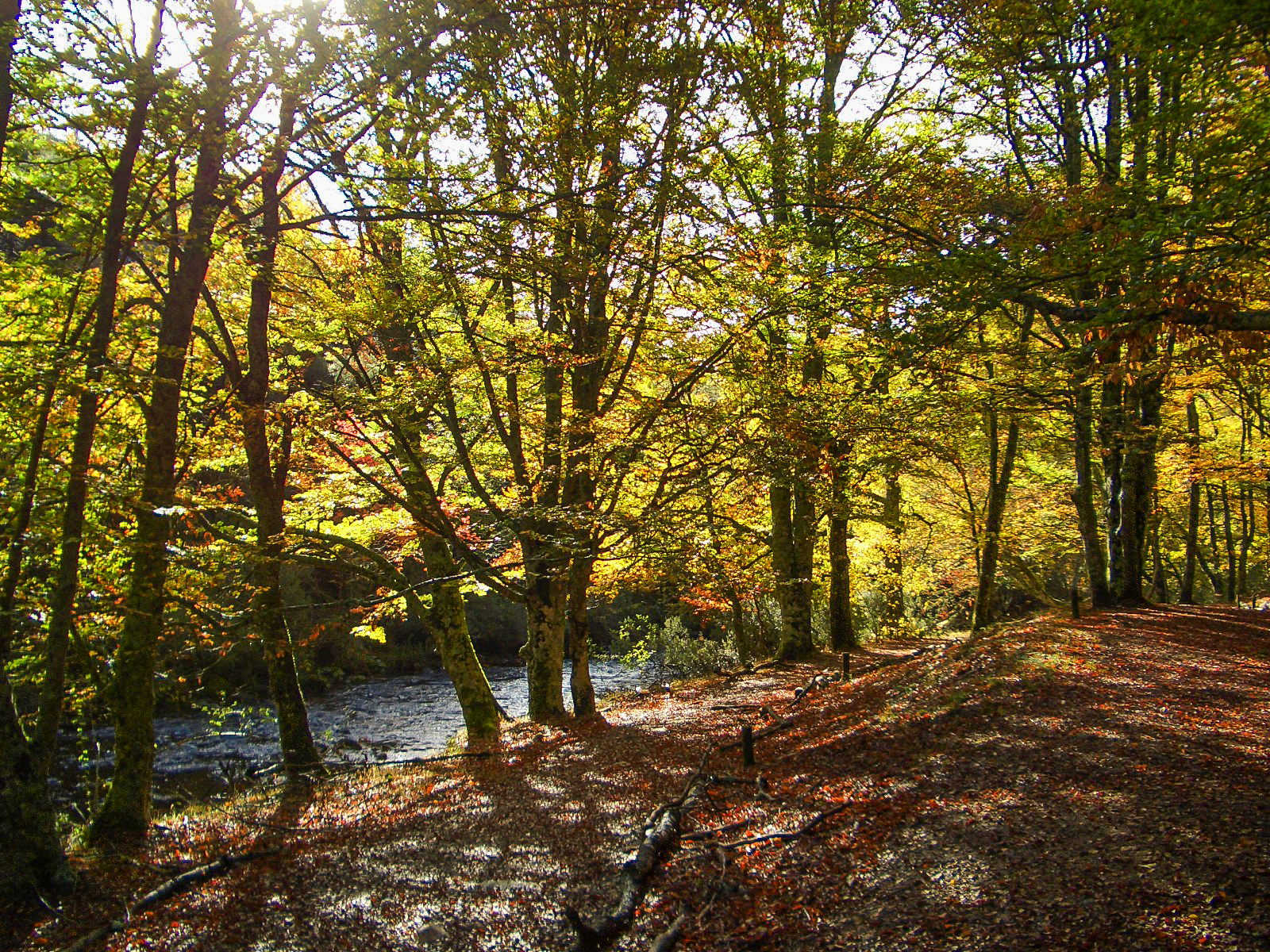
Hayas junto al cauce del arroyo de La Mata.

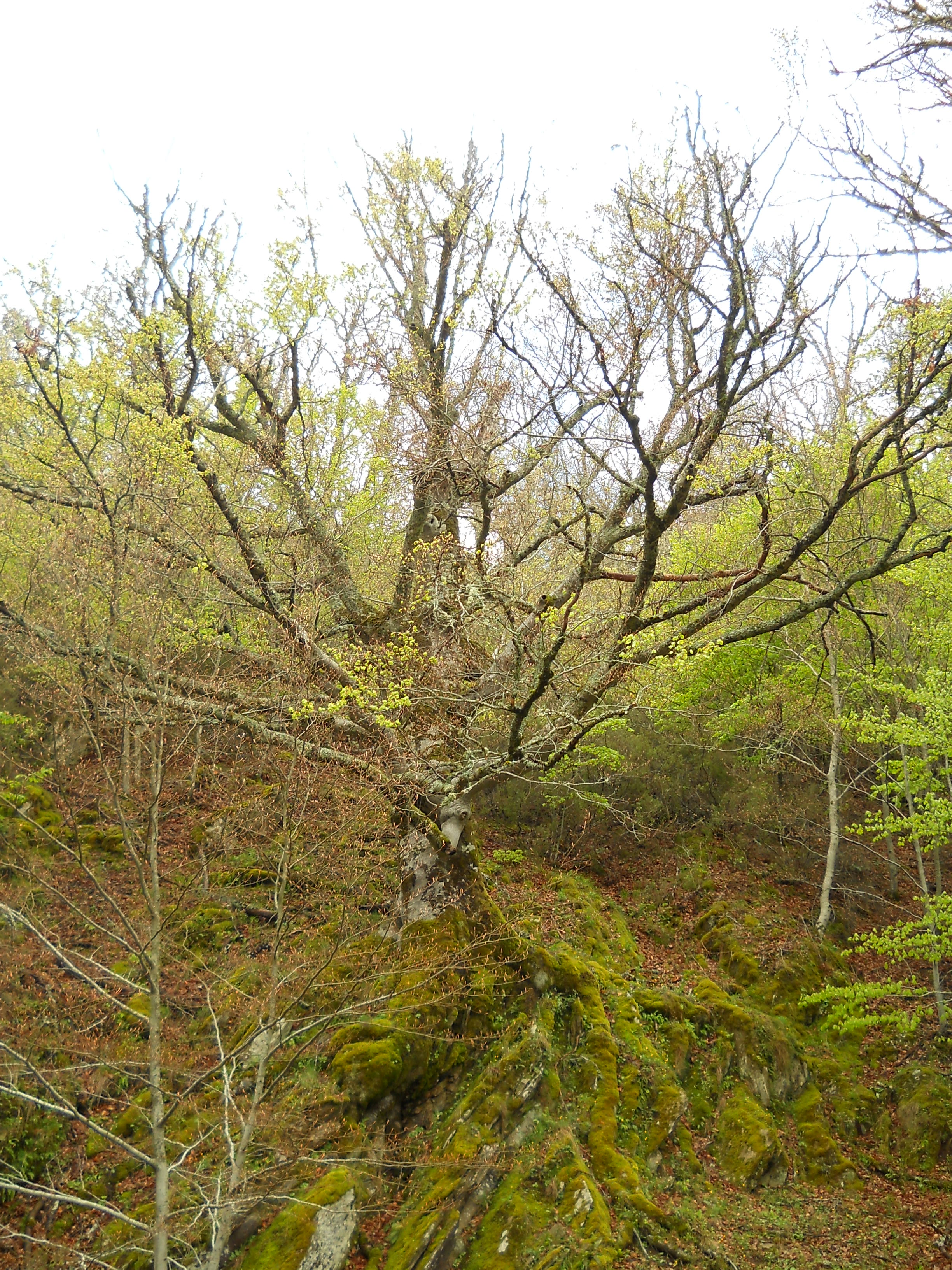
El Haya de la roca.

Para comprender la existencia de estos bosquetes aislados como el Hayedo de Montejo y otras manchas en la vecina Guadalajara, hemos de remontarnos a otras épocas climáticas. 
Hacia la última glaciación hubo un período frío y húmedo que permitió el desarrollo de grandes hayedos en la península ibérica. Luego, con el cambio de clima retrocedieron hacia el norte. Pero en algunos lugares como en la Sierra de Ayllón, por las especiales condiciones orográficas y la influencia de frentes húmedos quedaron bosques relictos, testimonio del pasado. 
El 23 de julio de 1460 los vecinos de Montejo compraron El Chaparral (denominación de la zona donde se asientan las hayas) a un caballero de Sepúlveda. Se consolidó con ello una explotación básica para la supervivencia de los vecinos y que se remontaba al siglo XI con la reconquista de la comarca. La conversión del bosque a dehesa, con la eliminación de casi todo el arbolado, permitió un uso perdurable de todos sus recursos. 
El Hayedo albergaba numerosas reses vacunas, ovinas y caprinas, procuraba a estas últimas ramón de acebo y suministraba bellotas y hayucos para la cría de ganado porcino. Además, los vecinos aprovechaban las leñas muertas, realizaban periódicas entresacas y carboneaban en las partes llanas. La caza y la pesca completaban los trabajos en "El Chaparral", a los que se añadía el cultivo de algunas solanas hasta principios del siglo XX. 
Esta explotación finalizó con las últimas cortas en los años 1950, 1951 y 1960. Al año siguiente se vedó el monte a la entrada de ganado, con lo que se inició un nuevo modelo de gestión marcado, años más tarde, por objetivos de conservación, educativos, científicos y de desarrollo local. 
Por el Decreto 2868/74, de 30 de agosto, del Ministerio de Agricultura (B.O.E. de 10 de octubre de 1974) se declara "Sitio Natural de Interés Nacional" (...) al Hayedo de Montejo de la Sierra, constituido por el monte El Chaparral, número 89, del Catálogo de los de Utilidad Pública de la Comunidad de Madrid, sito en el término municipal de Montejo de la Sierra. 
En el año 1988 por la colaboración entre la Comunidad de Madrid y el Ayuntamiento de Montejo de la Sierra se establece el control de entradas al Hayedo de Montejo, estableciendo unas mínimas normas de comportamiento y adecuando dos itinerarios autoguiados por el interior del monte. 
El 13 de junio de 1989, se inicia el servicio de interpretación del patrimonio, programa de sendas guiadas por el interior del Sitio Natural y desde entonces la forma normalizada de visitar este espacio protegido. En 1992 se firma un convenio entre la Comunidad de Madrid y Universidad Politécnica de Madrid por el que se establece el "Programa de Seguimiento en el Hayedo de Montejo de la Sierra", que aporta los imprescindibles datos de composición y evolución del bosque a los organismos encargados de su gestión. 
En el año 1997 el Hayedo de Montejo se incorpora a los Programas de Educación Ambiental de la Consejería de Medio Ambiente, conjunto de actuaciones precursoras de la actual "Red de Centros de Educación Ambiental de la Comunidad Autónoma de Madrid". 

## Recursos
Enclavado en la Sierra del Rincón, al norte de la Comunidad madrileña, el Hayedo de Montejo es el único bosque de hayas de este territorio y también uno de los más meridionales de Europa. 
Junto a las hayas hay otras especies caducifolias como cerezos silvestres, aceres, robles, así como acebos. También existen unos 12.000 pies de Quercus petraea o roble del norte con problemas de regeneración. Esta especie parece ser diferente genéticamente al resto de las poblaciones de tal especie.
Se encuentra en la cuenca alta del río Jarama, a pocos kilómetros de su nacimiento. Sus reducidas dimensiones y elevada fragilidad lo hacen especialmente sensible a la presencia humana. Fue declarado Sitio Natural de Interés Nacional en el año 1974. 
El programa educativo se lleva a cabo desde el Centro de Educación Ambiental del Hayedo, situado en el kilómetro 6 de la carretera M-139 de Montejo de la Sierra a El Cardoso (Guadalajara).

## Actividades
El centro de naturaleza organiza talleres, visitas temáticas, ocio de familias, y sendas por los alrededores.
Las actividades son gratuitas pero es necesario reservar plaza con antelación en http://www.madrid.org